# Meliosma peytonii
Meliosma peytonii är en tvåhjärtbladig växtart som beskrevs av Alwyn Howard Gentry. Meliosma peytonii ingår i släktet Meliosma och familjen Sabiaceae. Inga underarter finns listade.